# Прамађоре Блесаљија (Венеција)
Прамађоре Блесаљија је насеље у Италији у округу Венеција, региону Венето.
Према процени из 2011. у насељу је живело 2591 становника. Насеље се налази на надморској висини од 7 м.